# Бороздіни

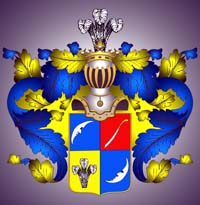
Герб Бороздіних

Бороздіни — старовинний руський дворянський рід, що походить від Юрія Лозинича з Волині, який у 1327 році переїхав до Твері та правнук якого Іван Васильович отримав прізвисько Борозда і поклав початок роду Бороздіних.

## Опис герба
У щиті, поділеному на чотири рівні частини, у першій та четвертій частині зображені на блакитному тлі два срібні півмісяці, в доугій частині на червоному тлі шабля вістрям донизу, в третій часині на золотому тлі три страусових пера. Щит увінчаний звичайним дворянським шоломом з дворянською короною на ньому, на поверхні якої видно три страусових пера. Намет на щиті блакитний, підбитий золотом. Щит тримають два озброєні воїни, що тримають у руках по одному спису.
Герб внесений у Загальний гербовник дворянських родів Російської імперії, частина 1, стор. 42.

## Видатні представники роду
- Михайло Савич Бороздін(нар.1740-пом.21 січня 1796) — генерал-поручик при імператорах Єлизаветі, Петрі III і Катерині II. Брав участь у багатьох походах, був сенатором. Дружина Анастасія Андріївна Крекшина — походила з руського дворянського роду, що бере свій початок з XVII століття.
  - Бороздін Андрій Михайлович, (нар.1765-пом.8 грудня 1838) — генерал-лейтенант, сенатор, цивільний Тарійський губернатор.